# Antifaschistische Aktion
Antifaschistische Aktion (pron: [ˌantifaˈʃɪstɪʃə ʔakˈtsi̯oːn]), abreviada como ANTIFA, é uma rede antifascista na Alemanha.

## História

### Anos 1930

Poster da Antifaschistische Aktion (1932)

O primeiro movimento alemão a chamar-se Antifaschistische Aktion foi proclamado pelo Partido Comunista Alemão (KPD) em seu jornal Rote Fahne em 1932 e realizou sua primeira manifestação em Berlim em 10 de julho de 1932, então capital da República de Weimar. Seu logotipo de duas bandeiras, projetado pela Associação de Artistas Visuais Revolucionários Max Keilson e Max Gebhard, continua a ser um símbolo amplamente utilizado de militantes antifascistas. O final da década de 1920 e início da década de 1930 viu crescentes tensões entre nazistas e esquerdistas. Berlim, em particular, foi palco de confrontos regulares e muitas vezes violentos entre os dois grupos. Havia vários grupos paramilitares nazistas e anti-nazis. Do lado anti-nazista, incluíam o Reichsbanner Schwarz-Rot-Gold, dominado pelos social-democratas (formado em 1924), a organização comunista paramilitar e de propaganda Roter Frontkämpferbund (Frente de Combate da Frente Vermelha ou RFB, formada em 1924) e o comunista Kampfbund. No final de 1931, as unidades locais do Roter Massenselbstschutz (RMSS) foram formadas por membros do Kampfbund como estruturas autônomas e pouco organizadas sob a liderança, mas fora da organização formal do KPD, como parte do partido unido. política de frente para trabalhar com outros grupos de classe operária para derrotar o fascismo. Em maio de 1932, o Roter Frontkämpferbund foi banido e, após uma escaramuça entre membros nazistas e comunistas no parlamento, a Antifaschistische Aktion foi formada como uma ampla aliança na qual social-democratas, comunistas e outros poderiam combater a repressão legal e se envolver em autodefesa contra os paramilitares nazistas.
As unidades do RMSS foram absorvidas em Antifaschistische Aktion, formando os núcleos dos "Comitês de Unidade" deste último, organizados em uma base micro-local, por exemplo. em prédios de apartamentos, fábricas ou loteamentos. Além de combater os fascistas, o RMSS e o Antifaschistische Aktion usaram sua abordagem militante para desenvolver uma rede abrangente de autodefesa para as comunidades visadas pelos nazistas, por exemplo, na "proteção do inquilino" (Mieterschutz), ação contra despejos. Inicialmente, as unidades do RMSS tinham uma adesão formal mínima, mas no segundo semestre de 1932, os conselhos executivos locais foram criados para coordenar as atividades do KPD, Kampfbund, RMSS e (agora ilegal) RFB, com o RMSS dado um mais distinto e papel de defesa quase paramilitar, colaborando muitas vezes numa base ad hoc com o Reichsbanner.

### Depois de Hitler
Grupos chamados "Antifaschistische Ausschüsse", "Antifaschistische Kommittees" ou "Antifaschistische Aktion", todos tipicamente abreviados para Antifa, ressurgiram espontaneamente na Alemanha em 1944, envolvendo principalmente veteranos do KPD pré-guerra, KPO e política do SPD bem como alguns membros de outros partidos políticos democráticos e cristãos que se opuseram ao regime nazista. Em 1945, por exemplo, o comitê antifascista na cidade de Olbernhau incluía "três comunistas e três social-democratas", enquanto o comitê antifascista em Leipzig "tinha nove membros, incluindo três liberais e cristãos progressistas".
Nas zonas francesa, britânica e norte-americana, Antifas começou a retroceder no final do verão de 1945, marginalizado pela proibição aliada na organização política e por divisões re-emergentes dentro do movimento entre comunistas e outros, enquanto na Alemanha Oriental os grupos Antifa eram absorvida pelo novo estado stalinista. Em 11 de julho de 1945, os soviéticos permitiram a formação da "Frente Unida dos Partidos Antifascistas-Democráticos", que incluía representantes do "KPD comunista, do Partido Social Democrata, da União Democrata Cristã (CDU) e do Partido Liberal Democrata (LDP)".
A Antifa contemporânea na Alemanha "não tem nenhuma conexão histórica prática com o movimento do qual toma seu nome, mas é, ao contrário, um produto da cena de favela da Alemanha Ocidental e do movimento autonomista na década de 1980". Muitos novos grupos Antifa formaram a partir do final dos anos 80 em diante. Uma das maiores campanhas antifascistas na Alemanha nos últimos anos foi o esforço, em última análise bem-sucedido, para bloquear os comícios anuais nazistas na cidade de Dresden, na Saxônia, que se tornara o "maior encontro de nazistas da Europa".
Em outubro de 2016, a Antifa em Dresden fez campanha por ocasião do aniversário da reunificação da Alemanha em 3 de outubro para "transformar as celebrações da União em um desastre" ("Einheitsfeierlichkeiten zum Desaster machen"), para protestar contra essa exibição de novo nacionalismo alemão, explicitamente não descartando o uso da violência. A antifa americana do início do século XXI atraiu sua estética e algumas de suas táticas da organização alemã original e defendeu a unidade do movimento assim como sua matriz.